# Клара Шуман
Клара Жозефіне Вік, у шлюбі Шуман (нім. Clara Josephine Wieck Schumann; 13 вересня 1819, Лейпциг—20 травня 1896, Франкфурт-на-Майні) — німецький піаніст, композитор, музичний педагог. Дружина Роберта Шумана, дочка фортепіанного педагога Ф. Віка.
У свій час була відоміша як піаніст, почала концертувати з 10 років і згодом стала першою виконавицею та пропагандисткою творів свого чоловіка та інших композиторів, зокрема Йоганнса Брамса.
Авторка ряду фортепіанних п'єс, фортепіанного концерту ля мінор, каденцій до концертів Моцарта й Бетховена, а також низки пісень. Також Клара Шуман була видатною викладачкою і вела клас у Франкфуртській консерваторії.
Разом з тим вона виховувала 8 дітей і доглядала чоловіка в час його хвороби. Після смерті Шумана в 1856 році Кларі допомагав Йоганнес Брамс.
Померла 20 травня 1896 року від інсульту. 
Вшанована на Поверсі спадщини Джуді Чикаго.